# Сусјечно (Коњиц)
Сусјечно је насељено мјесто у Босни и Херцеговини, у општини Коњиц, у Херцеговачко-неретванском кантону, које административно припада Федерацији Босне и Херцеговине. Према прелиминарним резултатима пописа 2013. насеље је имало 10 становника.

## Историја
До избијања рата у Босни, село је припадало општини Калиновик. Разграничењем у Дејтону Сусјечно је дијелом припало Коњицу.

## Становништво
По последњем службеном попису становништва из 1991. године, насеље Сусјечно је имало 132 становника. Сви становници су били Муслимани. Босански муслимани се данас углавном изјашњавају као Бошњаци. Према попису из 2013. године насеље је имало 10 становника.

### Кретање броја становника по пописима
| година пописа  | 1971. | 1981. | 1991. | 2013. |
| бр. становника | 149   | 96    | 28    | 17    |